# Roberto Drummond
Roberto Drummond (né le 21 décembre 1933 à Ferros et mort le 21 juin 2002 à Belo Horizonte, Minas Gerais) est un écrivain brésilien.

## Biographie
Dès ses premiers écrits, Roberto Drummond est reconnu par la critique brésilienne à la fois comme un ennemi de la répression militaire et comme un écrivain qui recourt aux techniques narratives avant-gardistes, dans la lignée du mouvement littéraire La Onda qui caractérisa les lettres latino-américaines à la fin des années 1960 avec des auteurs tels que le Mexicain José Agustin. 
Se définissant lui-même comme un écrivain « pop », à l'instar des musiciens ou des peintres des années 1960, ses textes sont fortement imprégnés par la contre-culture américaine, celle du Coca-cola et du rock, tout en conservant l’expression d’une société du tiers-monde, marquée à l’époque par la répression policière, la dictature et les injustices sociales. 
Mêlant aussi l'irrationnel, le fantastique et le carnavalesque, la description des amours folles, des fantômes de toutes sortes et de l'érotisme au rythme de la samba et des tambours caribéens, l'œuvre de Roberto Drummond est avant tout brésilienne, c'est-à-dire faite de tout ce qui caractérise l'originalité et la diversité du pays. 
Roberto Drummond a publié une douzaine de romans et il est un des auteurs les plus lus au Brésil, depuis la diffusion d’un feuilleton télévisuel basé sur son roman Hilda Ouragan.
Il a également animé une émission quotidienne de sport sur TV Bandeirantes Belo Horizonte. Ardent supporter du Clube Atlético Mineiro, on lui doit la formule qui deviendra la devise officieuse du club : 
« Se houver uma camisa branca e preta pendurada num varal, o atleticano torce contra o vento ».
Mort des suites de problèmes cardiaques, le jour du match entre la Seleçao et l'Angleterre en quart de finale de la Coupe du monde 2002, il a été honoré par la ville de Belo Horizonte par une statue de bronze en plein cœur du Diogo de Vasconcelos Square.

## Principales œuvres en français
- Sang de Coca-Cola, Fayard, 2008, traduit du portugais par Michel Goldman  (ISBN 9782213630045)
- Quand je suis mort à Cuba, Metropolis, 1999, traduit du portugais par Isabelle Stroun  (ISBN 9782883400672)
- Inès est morte, Metropolis, 1998, traduit du portugais par Isabelle Stroun  (ISBN 9782883400597)
- Hilda Ouragan, Metropolis, 1994, traduit du portugais par Michèle Finger-Stroun